# .hack//bullet
『.hack//bullet』（ドットハック バレット）は、日本のライトノベル。サイバーコネクトツーのウェブ上で連載されている。ゲームから始まり、現在は複数のメディアミックス作品を抱える.hackシリーズの1作。

## 概要
「3rdシーズンの全作品と繋がる物語がここに。「.hack」シリーズ初のWeb小説、始動！」というふれこみで、サイバーコネクトツーのウェブサイトにて公開されている小説。3rdシーズンの全作品と繋がるというふれこみから、主要な登場人物たちが登場していた『.hack//Link』だけでなく、この作品から見た過去の出来事である『.hack//Quantum』や、この小説のその後の出来事となる『ドットハック セカイの向こうに』にも関わってくる要素など、一連の3rdシーズンの作品に関連するキーワードが劇中でいくつか登場する。『.hack//Link』の登場人物のその後が語られることが多く、同作のちょっとした後日談でもある。

## 物語のあらすじ
2023年、イモータルダスク事件から3年後。ハッカーチーム「シックザール」を解散し、サイバーコネクト社を辞した曽我部隆二は、今までの経験をもとにネットワークトラブル・コンサルタントを開業し、細々と生計を立てていた。
だが、かつての同僚からの依頼をきっかけにして、 「世界」を巡る邪悪な陰謀に巻き込まれていく。血みどろの戦いの果てに彼が手にした報酬とは？

## 登場人物

### 主要人物
曽我部 隆二（そかべ りゅうじ）
この物語の主人公。基本的に彼の一人称として物語が語られる。

### 曽我部に近しい関係者
リーリエ・ヴァイス

カヤ・フレーベ
死別した曽我部の妻。生年・没年は不詳。2010年に曽我部と結婚している。
曽我部とは学内精神医療センター被験者であったことが縁で曽我部と知り合っている。
生前は南部訛りのドイツ語をしゃべる、ウェーブのかかった栗色の髪と蒼みがかった瞳を持つ女性であったと表現されている。
九竜 トキオ（くりゅう トキオ）

小春 寧々（こはる ねね）

### その他の登場人物
天城 丈太郎（あまぎ じょうたろう）

天城 彩花（あまぎ さいか）

淀川清輝（よどがわ きよてる）
サイバーコネクト・ジャパン社専務取締役。本社からフリューゲルのVRスキャナを持ち出し、依頼と称して曽我部に渡している。
中華料理店「シードラゴン」での曽我部への依頼の際に、携帯端末への着信に対応した直後、突如として豹変し、支離滅裂なこと(ただし、「鼠」の危険性を示唆してはいた)を口にしながら店の窓を蹴り破り、六階の高さから自ら飛び降りて死亡。
以前はジャパン社の機密をサイバーコネクト・サンディエゴ社に流していた産業スパイであり、前取締役のドゥルガを退社に追いやっている。
VERSUS:The Worldのプロデューサーも務めている。
ギーク
ネットスラムに店を構えるすご腕のハッカー。
かつて、シックザールによるハッカーグループへの襲撃に巻き込まれたことで、店を失っている。
ヴェロニカ・ベイン
元ALTIMIT社のメインプログラマー兼役員。現サイバーコネクト・サンディエゴ社会長。
曽我部隆二に直々にセトの追跡を依頼している。
瀬戸 悠里（せと ゆうり） / ユーリ・カジンスキー・セト
ハーフの日本人。「死の光」の瀬戸という通称で知られるクラッカー。
2003年の12月に死者7名を出した「デッドリー・フラッシュ」事件の原因となったコンピュータウイルスを作成した男。
この事件でネットワーク犯罪における史上初の死刑判決が下されたハズだったが、ネットテロリストの情報と引き換えに減刑され、釈放。その後、サイバーコネクト・サンディエゴ社に拾い上げられたものの、機密データを盗み出し逃走。追われる身となった。
かつて業務中のコードネームとして用いていた「ガイスト」を再び名乗り、人類にネットを放棄させるべく活動している。
デビッド・ステインバーグ / クサメ

ガス・フォックス / フォックス
NABワシントンD.C.本部に所属している男。デビッドとともに曽我部隆二の事務所を訪れた。
使用PCは、デビッドのクサメと同型の黒いアヌビスな獣人型の魔導師。クサメとのデザインエディット上の差異は、クサメが金髪なことに対し、フォックスは体毛と同じ黒色の頭髪であること。犬型の亜人PCであることと、狐を意味するフォックスという名前のギャップから曽我部隆二がその場で思わず聞き返している。
鼠から発せられたデッドリーフラッシュと同質の光からデビッドのクサメを庇ったことで光を浴び、都内に検査入院するも、その後に突然暴れだし、直後に昏睡状態となる。
トラヴィス・ボンド
ロサンゼルス在住のハッカー。「The World」内でプチグソ牧場『ペットショップ・チムズ』を経営する店主PCを操作していた。老人をロールし、外国人特有の訛りがあるものの、会話をするには問題のないレベルの日本語をはなす。
「ガイスト」とネット上で接触している。
NABによってアパートを警察に包囲されるも、突如としてアパートの二階から飛び降りる。駐車場に停まっていた車の車上に落ちたことでほぼ無傷であったが、外傷が一切ないにもかかわらず意識不明となる。
ドゥルガ・フィダ・シャルマー
かつてのCCジャパン取締役で、曽我部や淀川にとっての元上司。
曽我部の退社後、CC社の公金を横領し「The World」日本サーバーに独自の仕様を加えるという不祥事を起こしていた。淀川によってその証拠をサンディエゴ社に握られたため、それまでの経営陣との対立も相まって社を追われており、現在は行方不明。
淀川の正体には最後まで気づいておらず、彼に曽我部へのメッセージを託していた(メッセージ自体は.hack//Linkにも収録されていたが、誰宛のものかは明らかにされていなかった)。
ジュディ・ゴールドマン / ウーラニア
CCサンディエゴ社が抱える対ウィルス部隊「ソフィア隊」の操縦者。デトロイト出身。元々はサンディエゴ社にクラッキングを仕掛けて逮捕されたクラッカーだったが、「ソフィア」の操縦に高い適性を示したためスカウトされた経歴を持つ。
保身的で現実が見えていない上司に辟易としており、裏で協力を持ちかけた曽我部の誘いに応じる。
菅井太一郎
足立区西新井にある「データ機器研究博物館」の館長。かつてコンピュータやインターネットとの関わり方について問題提起するべく『ネットゲームが子供を人形にする！　ドール症候群の警告』という論文集を出版したが、折しもAIDA現象が世を騒がせていた頃であったため、センセーショナルに取り上げられてしまい学会からも離れざるを得なくなった。
瀬戸は大学教授時代の教え子の一人で、彼が引用する「地獄」についての詩は菅井の講義で知ったものである。
能村要
曽我部の回想に登場する学生。リアルデジタイズの研究を志向していたが、第一人者の天城が失踪したため、残った唯一の研究者である曽我部のいるドイツに留学した。後に公私共に追いつめられた曽我部にCCジャパン送られていた手紙を渡し、同社に所属する道をつないだ。
名前、言動、外見から、「.hack//Link」に登場した「メトロノーム」のプレイヤーと思われる。

## 用語
VRスキャナ
『PFW』が開発した、光学センサーを用いて人の視神経と連結させることで、電脳世界に対して高い融和性を持つ『シックザールPC』の操作を行うことのできるデバイス。
元は、被験者の精神的患部を治癒させる医療技術であり、曽我部が天城丈太郎の提唱するリアルデジタライズの思想に影響を受けて研究に取り組んだ際の過程における副産物として生み出されたもの。
曽我部はサイバーコネクト・ジャパン社を辞めた際に、VRスキャナを含めた一切の研究物やデータを会社に譲渡しており、有していた開発者としての権利も全て放棄している。 
シックザールPC
特殊なPCデータ。仕様外のカスタマイズを施され、VRスキャナによってプレイヤー自身と強くリンクさせることで、通常のPCよりはるかに高い能力を発揮できる反面、PCのダメージがリアルにもある程度反映されるという欠点も存在する。
『The World』という電脳世界で圧倒的な能力を誇るとされ、もし悪用された場合、取り返しのつかない犯罪を引き起こす可能性も秘めているとされる。

デッドリー・フラッシュ事件
2003年の12月、瀬戸悠里が作成したコンピュータウイルスがネットワークを介して各端末に侵入し、人間の意識下に働きかける画像を閃光とともに表示して対象の生理機能を狂わせたという、悪質なハッキング事件。
被害者は視床下部に強い刺激を受け、嘔吐、めまい、ひきつけ、痙攣、意識障害などの症状に見舞われる。全世界で七名もの死者が発生した。
『冥王の口づけ』以前における、人を死に至らしめた唯一のネット犯罪であるとされている。